# Hadleigh
Hadleigh é uma cidade e paróquia civil do distrito de Babergh, no Condado de Suffolk, na Inglaterra. Sua população é de 8.634 habitantes (2015). Hadleigh foi registrada no Domesday Book de 1086 como Hetlega.